# Rochelle Martin
Rochelle Lisa Martin (Napier, 28 marzo 1973) è un'ex rugbista a 15 e vigile del fuoco neozelandese, tre volte consecutive campionessa del mondo con le Black Ferns tra il 1998 e il 2006.

## Biografia
Nata e cresciuta a Taradale, sobborgo di Napier, si trasferì a Wellington a 18 anni per giocare a softball, ma passò subito al rugby entrando nella selezione provinciale della capitale neozelandese.
Quasi subito si mise in evidenza per la selezione nazionale, in cui esordì nel 1994 e con cui nel 1998 vinse la sua prima Coppa del Mondo; nel 2001, a causa di un infortunio che la tenne lontana dai campi di gioco e ancora senza impiego fisso, accolse il consiglio di un suo allenatore, all'epoca vigile del fuoco, che le suggerì di arruolarsi nel corpo.
Nel 2002 si riconfermò campione del mondo e nel quadriennio successivo ebbe esperienze rugbistiche anche in Europa, in Inghilterra al Richmond e anche in Italia.
Quella del 2006 fu la sua terza e ultima Coppa del Mondo, anch'essa vinta; un anno più tardi si ritirò dalle competizioni da capitano della provincia di Auckland.
Nel corso della sua attività di vigile del fuoco ad Auckland è divenuta responsabile della stazione di Onehunga, la prima donna del Paese a raggiungere tale incarico; nel 2014 fu vittima di un furto nella sua abitazione a seguito del quale le furono rubate diverse medaglie e magliette che aveva collezionato durante la sua carriera.
Nel 2018, in occasione del 92º compleanno della regina Elisabetta, le fu conferita l'onorificenza di membro dell'ordine al merito della Nuova Zelanda per i contributi sportivi e sociali legati alle sue attività di rugbista e di vigile del fuoco.

## Palmarès
- Coppe del mondo: 3
Nuova Zelanda: 1998, 2002, 2006